# Castellare-di-Casinca
Castellare-di-Casinca (korziško U Castellà di Casinca) je naselje in občina v francoskem departmaju Haute-Corse regije - otoka Korzika. Leta 2009 je naselje imelo 553 prebivalcev.

## Geografija
Kraj leži na severovzhodu otoka Korzike 30 km južno od središča Bastie.

## Uprava
Občina Castellare-di-Casinca skupaj s sosednjimi občinami Loreto-di-Casinca, Penta-di-Casinca, Porri, Sorbo-Ocagnano, Venzolasca in Vescovato sestavlja kanton Vescovato s sedežem v Vescovatu. Kanton je sestavni del okrožja Corte.

## Vir
- Insee (francosko)

1. ↑  »Populations légales 2016«. Nacionalni inštitut za statistične in gospodarske raziskave. Pridobljeno 25. aprila 2019.